# Nati nel 1910/Gennaio
| Questa pagina contiene informazioni ricavate automaticamente dalle voci biografiche con l'ausilio del template Bio e di un bot. L'aggiornamento è periodico e automatico e ricostruisce completamente la pagina. Se manca una persona in questa lista, sei pregato di non aggiungerla, ma accertati piuttosto che la sua voce biografica contenga il template Bio e che i dati anagrafici siano correttamente compilati. Se il template Bio manca, inseriscilo tu stesso o, in alternativa, metti l'avviso {{tmp\|Bio}} che ne segnala la mancanza. Se i dati riportati sono sbagliati, correggi direttamente la voce biografica; le modifiche saranno visibili in questa lista entro pochi giorni. Per chiarimenti vedi il progetto biografie. La lista contiene solo le 146 persone che sono citate nell'enciclopedia e per le quali è stato implementato correttamente il template Bio. Pagina aggiornata al 18 ago 2025. |

- 1º gennaio - Stefano Bonfanti, poeta, traduttore e insegnante italiano († 2005)
- 1º gennaio - José Augusto Brandão, calciatore brasiliano († 1989)
- 1º gennaio - Alois Grillmeier, cardinale tedesco († 1998)
- 1º gennaio - Seth Lover, inventore statunitense († 1997)
- 1º gennaio - Filippo Scroppo, pittore italiano († 1993)
- 1º gennaio - Nello Segurini, compositore, direttore d'orchestra e attore italiano († 1988)
- 1º gennaio - Hidejirō Tanaka, cestista giapponese
- 2 gennaio - Renato Dionisi, compositore italiano († 2000)
- 2 gennaio - Gearóid Ó Cuinneagáin, politico irlandese († 1991)
- 3 gennaio - John Sturges, regista, montatore e produttore cinematografico statunitense († 1992)
- 4 gennaio - Paul Birch, cestista e allenatore di pallacanestro statunitense († 1982)
- 4 gennaio - Josephine McKim, nuotatrice statunitense († 1992)
- 4 gennaio - Gabe Paul, imprenditore statunitense († 1998)
- 4 gennaio - Francisco Pinto Castro, calciatore portoghese
- 4 gennaio - Hilde Schrader, nuotatrice tedesca († 1966)
- 4 gennaio - Ljubiša Stefanović, calciatore e allenatore di calcio jugoslavo († 1978)
- 5 gennaio - Elena Borgo, attrice italiana († 1981)
- 5 gennaio - Angelo Faggiotto, calciatore italiano
- 5 gennaio - Jack Lovelock, mezzofondista e medico neozelandese († 1949)
- 5 gennaio - Jan Scholte, pallanuotista olandese († 1976)
- 6 gennaio - Wright Morris, scrittore, saggista e fotografo statunitense († 1998)
- 6 gennaio - Camille Plubeau, militare e aviatore francese († 1998)
- 6 gennaio - Kid Chocolate, pugile cubano († 1988)
- 6 gennaio - Giuseppe Tramarollo, storico, politologo e attivista italiano († 1985)
- 7 gennaio - Edoardo Anton, commediografo, sceneggiatore e regista italiano († 1986)
- 7 gennaio - Giovanni Battistoni, calciatore e allenatore di calcio italiano († 1978)
- 7 gennaio - August Dickmann, attivista tedesco († 1939)
- 7 gennaio - Orval Faubus, politico statunitense († 1994)
- 7 gennaio - Livia Gereschi, insegnante italiana († 1944)
- 7 gennaio - Frank Lubin, cestista e allenatore di pallacanestro statunitense († 1999)
- 8 gennaio - Georgij Semënovič Abašvili, ammiraglio sovietico († 1982)
- 8 gennaio - Josef Adelbrecht, calciatore e militare austriaco († 1941)
- 8 gennaio - Richard Cromwell, attore statunitense († 1960)
- 8 gennaio - Giocondo Pillonetto, poeta italiano († 1981)
- 8 gennaio - Galina Sergeevna Ulanova, danzatrice sovietica († 1998)
- 9 gennaio - Michel Aflaq, politico siriano († 1989)
- 9 gennaio - Paolo Emilio Cassandro, economista italiano († 2004)
- 9 gennaio - Tom Evenson, mezzofondista e siepista britannico († 1997)
- 9 gennaio - Guerrino Ferrarese, calciatore italiano
- 10 gennaio - Claudia Dell, attrice statunitense († 1977)
- 10 gennaio - Alioune Diop, letterato e politico senegalese († 1980)
- 10 gennaio - Bill Fiedler, calciatore statunitense († 1985)
- 10 gennaio - Amerigo Gentilini, tenore italiano († 1988)
- 10 gennaio - Cheng Heng, politico cambogiano († 1996)
- 10 gennaio - Jean Martinon, direttore d'orchestra e compositore francese († 1976)
- 10 gennaio - Sante Monachesi, artista, pittore e scultore italiano († 1991)
- 10 gennaio - Salvatore Sassi, militare e aviatore italiano († 1937)
- 10 gennaio - Allal al-Fasi, scrittore, rivoluzionario e politico marocchino († 1974)
- 11 gennaio - Don "Red" Barry, attore statunitense († 1980)
- 11 gennaio - Trygve Bratteli, editore e politico norvegese († 1984)
- 11 gennaio - Ted Catlin, calciatore inglese († 1990)
- 12 gennaio - Evasio Bosso, calciatore italiano
- 12 gennaio - Lee Eastman, avvocato e collezionista d'arte statunitense († 1991)
- 12 gennaio - Patsy Kelly, attrice statunitense († 1981)
- 12 gennaio - Géry-Jacques-Charles Leuliet, vescovo cattolico francese († 2015)
- 12 gennaio - Crescenzo Mazza, politico e medico italiano († 1990)
- 12 gennaio - Pio Ortelli, docente e scrittore svizzero († 1963)
- 12 gennaio - Luise Rainer, attrice tedesca († 2014)
- 12 gennaio - José Salazar López, cardinale e arcivescovo cattolico messicano († 1991)
- 13 gennaio - Viktors Arājs, poliziotto lettone († 1988)
- 13 gennaio - Silvio Confortola, fondista e scialpinista italiano († 2003)
- 13 gennaio - Giannīs Tsarouchīs, pittore, costumista e scenografo greco († 1989)
- 14 gennaio - Remo Franceschelli, giurista e avvocato italiano († 1992)
- 15 gennaio - Attilio Basile, chirurgo italiano († 2012)
- 15 gennaio - Raymond Bass, ammiraglio e ginnasta statunitense († 1997)
- 16 gennaio - Aurelius Battaglia, illustratore e animatore statunitense († 1984)
- 16 gennaio - Adalberts Bubenko, marciatore lettone († 1983)
- 16 gennaio - Egidio Cioppa, ammiraglio italiano († 1995)
- 16 gennaio - Dizzy Dean, giocatore di baseball statunitense († 1974)
- 16 gennaio - Ivan Mariz, calciatore brasiliano († 1982)
- 16 gennaio - David McCampbell, militare e aviatore statunitense († 1996)
- 16 gennaio - Enrico Pecci, imprenditore italiano († 1988)
- 16 gennaio - Marcello Polesel, allenatore di calcio e calciatore italiano († 1986)
- 16 gennaio - Sandra Ravel, soubrette e attrice italiana († 1954)
- 16 gennaio - Walter Schellenberg, generale e agente segreto tedesco († 1952)
- 16 gennaio - Millie Terriss, attrice statunitense
- 16 gennaio - Mario Tobino, psichiatra, scrittore e poeta italiano († 1991)
- 17 gennaio - Igor' Ado, matematico sovietico († 1983)
- 17 gennaio - Antonio Carnevali, allenatore di calcio e calciatore italiano († 1977)
- 17 gennaio - Sid Catlett, batterista statunitense († 1951)
- 17 gennaio - Edith Green, politica e insegnante statunitense († 1987)
- 17 gennaio - Carol Hughes, attrice statunitense († 1995)
- 18 gennaio - Kenneth Boulding, economista, pacifista e poeta inglese († 1993)
- 18 gennaio - Giovanni Carli, partigiano italiano († 1945)
- 18 gennaio - Karl-Richard Idlane, calciatore estone († 1942)
- 18 gennaio - Jānis Lidmanis, cestista e calciatore lettone († 1986)
- 18 gennaio - Frans Alfred Meeng, calciatore indonesiano († 1944)
- 19 gennaio - Ludu U Hla, giornalista e editore birmano († 1982)
- 19 gennaio - Nino Ramishvili, ballerina, coreografa e direttrice artistica georgiana († 2000)
- 19 gennaio - Olof Sköldberg, tiratore a segno svedese († 1979)
- 20 gennaio - Joy Adamson, scrittrice, naturalista e pittrice austriaca († 1980)
- 20 gennaio - Antigono Donati, politico italiano († 2002)
- 20 gennaio - Helen Hoover, scrittrice statunitense († 1984)
- 20 gennaio - Ennio Porrino, compositore italiano († 1959)
- 21 gennaio - Antonio Alonzo, militare italiano († 1937)
- 21 gennaio - Ernie Callaghan, calciatore inglese († 1972)
- 21 gennaio - Rosa Kellner, velocista tedesca († 1984)
- 21 gennaio - Lamberto Petri, calciatore italiano († 1964)
- 21 gennaio - Albert Rosellini, politico statunitense († 2011)
- 21 gennaio - Roberto Rospigliosi Portal, cestista peruviano († 1958)
- 21 gennaio - Hideo Shinojima, calciatore giapponese († 1975)
- 21 gennaio - Károly Takács, tiratore a segno ungherese († 1976)
- 22 gennaio - Raúl Alexandre, calciatore portoghese
- 22 gennaio - Azi Agadovič Aslanov, militare sovietico († 1945)
- 22 gennaio - Fortunato Castiello, fantino italiano († 1975)
- 22 gennaio - Mae Giraci, attrice statunitense († 2006)
- 22 gennaio - Wallace Kyle, ufficiale australiano († 1988)
- 23 gennaio - Antonio Bortoletti, calciatore italiano († 1990)
- 23 gennaio - Walter Cruz, medico e scacchista brasiliano († 1967)
- 23 gennaio - Elmer Johnson, cestista e giocatore di baseball statunitense († 1988)
- 23 gennaio - Renato Puoti, politico e avvocato italiano († 1949)
- 23 gennaio - Aldo Quarantotti, militare e aviatore italiano († 1942)
- 23 gennaio - Django Reinhardt, chitarrista francese († 1953)
- 23 gennaio - Irene Sharaff, costumista statunitense († 1993)
- 24 gennaio - Charlotte Mühe, nuotatrice tedesca († 1981)
- 24 gennaio - Frank Nelson, hockeista su ghiaccio statunitense († 1973)
- 24 gennaio - Linuccia Saba, pittrice e letterata italiana († 1980)
- 24 gennaio - Noel Sickles, fumettista e illustratore statunitense († 1982)
- 24 gennaio - Andrej Petrovič Tutyškin, regista cinematografico e attore sovietico († 1971)
- 25 gennaio - Gennaro Barra, militare italiano († 1937)
- 25 gennaio - Teresio Bercellino, calciatore e allenatore di calcio italiano († 1979)
- 25 gennaio - Ángel Capuano, calciatore argentino († 1958)
- 25 gennaio - Sergo Ambartsumyan, sollevatore sovietico († 1983)
- 25 gennaio - Henri Louveau, pilota automobilistico francese († 1991)
- 25 gennaio - Giuliano Prini, ufficiale italiano († 1941)
- 25 gennaio - Roberto Rebora, poeta, traduttore e critico teatrale italiano († 1992)
- 25 gennaio - Edgar V. Saks, scrittore e storico estone († 1984)
- 26 gennaio - Jean Image, regista e animatore ungherese († 1989)
- 26 gennaio - Elmar Klos, regista e sceneggiatore ceco († 1993)
- 26 gennaio - Andreas Nilsson, calciatore svedese († 2011)
- 27 gennaio - Félix Candela, architetto spagnolo († 1997)
- 27 gennaio - Edvard Kardelj, politico, economista e pubblicista sloveno († 1979)
- 27 gennaio - Mike Pelliccia, cestista statunitense
- 27 gennaio - Fred Reinfeld, scacchista e scrittore statunitense († 1964)
- 27 gennaio - Benay Venuta, attrice statunitense († 1995)
- 27 gennaio - Mohamed Belhassan Wazzani, giornalista e politico marocchino († 1978)
- 28 gennaio - John Banner, attore statunitense († 1973)
- 28 gennaio - Arnold Moss, attore statunitense († 1989)
- 28 gennaio - Tatjana Sais, attrice, cabarettista e doppiatrice tedesca († 1981)
- 29 gennaio - Alfred Huber, calciatore tedesco († 1986)
- 29 gennaio - Leonidas Proaño, vescovo cattolico e teologo ecuadoriano († 1988)
- 30 gennaio - Carola Höhn, attrice tedesca († 2005)
- 31 gennaio - Willibald Hahn, allenatore di calcio e calciatore austriaco († 1999)
- 31 gennaio - Jack Mercer, doppiatore statunitense († 1984)
- 31 gennaio - Giorgio Perlasca, italiano († 1992)
- 31 gennaio - Ludwig von Moos, politico svizzero († 1990)